# Izenet
Az Izenet 20. századi magyar folyóirat volt. 1934. május és 1934. augusztus között összesen két száma jelent meg Szegeden. Felelős szerkesztője és szerkesztője Berczeli Anzelm Károly, kiadója Kraszna-Kulcsár József volt. A lapot Szegeden, a Prometheus nyomdában nyomták.
A folyóiratban többek között Bakó József, Bálint Sándor, Baranyai Erzsébet, Bárdosi Németh János, Dugonics András, Galyasi Miklós, Gönczi Pál, Horváth Béla, Juhász Géza, Kiss István, Pap Károly, Perkátai László, Pongrácz Kálmán, Szabolcsi Bence, Számadó Ernő, Szőnyi Zoltán, Tabán Gyula és Weiner Tibor írásai jelentek meg, valamint neves művészek, Aba Novák Vilmos, Békefi György, Csáky József, Csébi Pogány István, Kontuly Béla, Markovics Horváth Antal, Molnár C. Pál, Nagy-Balogh János, Reiter László és Tóbiás György alkotásai.